# TOTTEI
TOTTEI（トッテイ）は、兵庫県神戸市中央区新港町においてスマートバリューが主導する都心・ウォーターフロントエリア再開発事業「神戸アリーナプロジェクト」により整備された、アリーナを中心とする都市再開発地区。

## 概要
神戸市が2020年10月末から新港突堤西地区（第2突堤）の再開発における事業提案を公募。2021年3月には優先交渉権者をNTT都市開発・スマートバリュー・NTTドコモの企業連合体に決定した。神戸市が国から突堤を買い取った上で、連合体側と50年間の定期借地契約を締結。同企業連合体は、スポーツや音楽などの興行開催を念頭に多目的アリーナの整備を提案。アリーナは1万人規模の収容能力を持ち、兵庫県内では最大。民設民営で、当初は2024年度中のオープンを目指すとしていた。
2022年12月15日に「神戸アリーナプロジェクト」として本格始動。この時、大阪・関西万博が開幕する2025年4月開業となることが発表された。2023年4月18日に中核施設となるアリーナが新築着工。2024年2月8日には、アリーナの正式名称が「GLION ARENA KOBE」に決定し、同年4月19日には、新港第二突堤エリアの愛称が「TOTTEI」に決定した。グランドオープンは2025年4月4日、アリーナのこけら落としは4月5日の「りそなグループ B.LEAGUE 2024-25 B2リーグ戦 神戸ストークス VS 山形ワイヴァンズ」。

## 事業概要
バスケットボールをはじめとするプロスポーツ興行のほか、音楽コンサートなど文化イベントも開催できるアリーナを主体に開発する計画となっている。

### アリーナ
当再開発プロジェクトの中核施設。優先交渉権者選定時より西宮ストークスが新本拠地として使用する計画を発表し、後に正式移転した。ストークスは、スマートバリューが2015年からスポンサーとなり、同社代表取締役社長の渋谷順が個人オーナーとしてチームに関与していたが、アリーナ計画発表後にスマートバリューの子会社となった。
2026-27シーズンから開幕するB.LEAGUE PREMIERの示すホームアリーナ基準に準拠している。
2024年2月8日、ジーライオングループとオフィシャルトップパートナー契約を締結し、アリーナの名称を『GLION ARENA KOBE』（ジーライオンアリーナコウベ）とすることを発表した。

### 緑地エリア
エリア名称は『TOTTEI PARK』（トッテイパーク）。国内で初めて「港湾環境整備計画」の認定を受けており、イベント時に観客席にもなる「緑の丘」状の建築物が整備されている。

### フード・ショップエリア
オープンテラスのあるレストラン・カフェが出店。ダイニングゾーンでは神戸ポートタワーやアトアなど、神戸の代表的な観光スポットを臨むことができる。また、ストークスのオフィシャルショップが出店する予定。
出店テナント
- ユーハイム

## アクセス
- 鉄道
  - 各線「三宮駅」[注釈 1]から徒歩20分
  - 山陽新幹線新神戸駅からポートループに乗車「アリーナ前停留所」下車
- バス
  - ポートループ「アリーナ前停留所」下車
- 飛行機
  - 神戸空港からポートライナーに乗車「貿易センター駅」下車徒歩13分